# Provodínská štrapanda

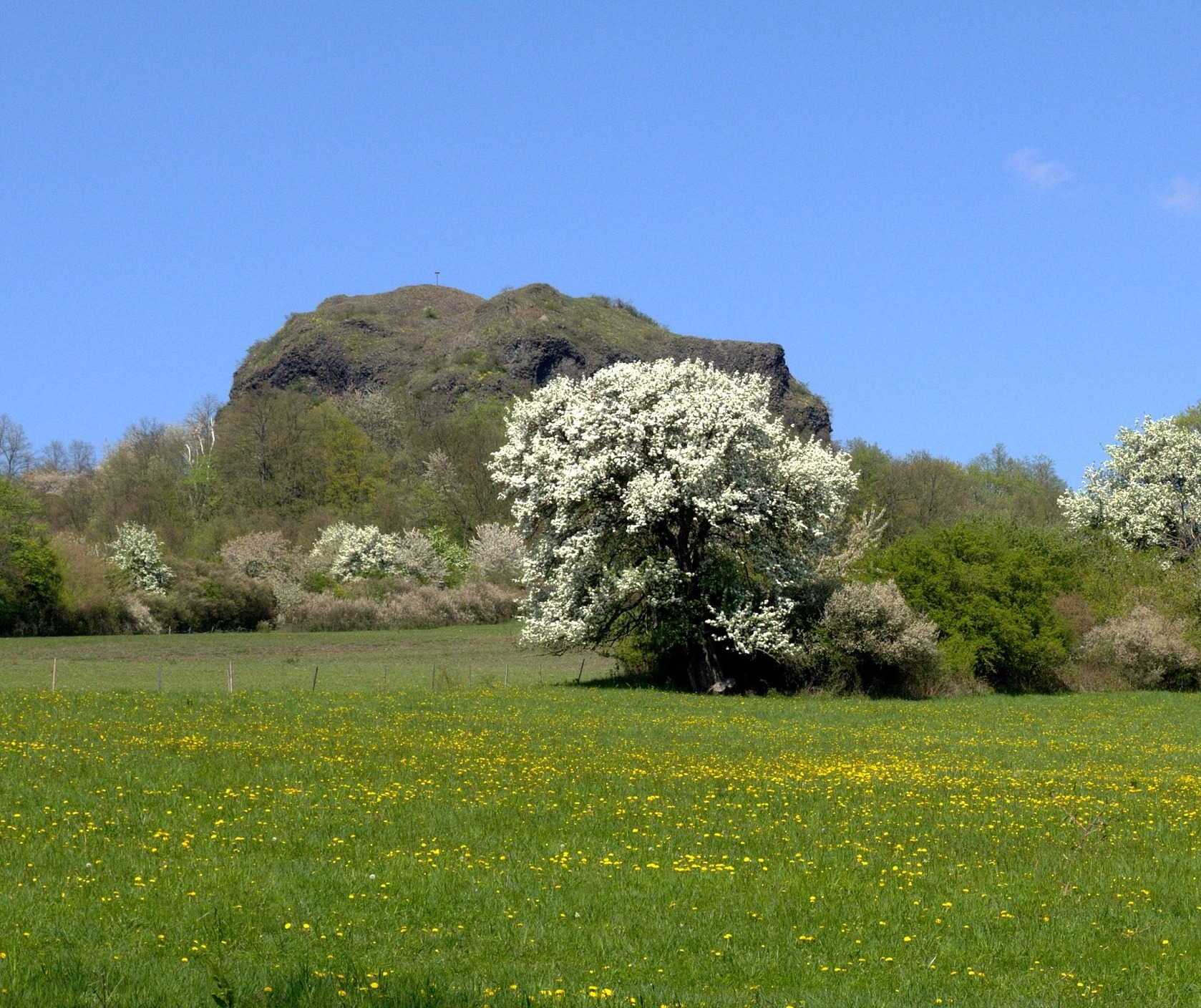
Spící panna, symbol Provodínské Štrapandy

Provodínská štrapanda je pojmenování tradičního turistického pochodu, který je pořádán v obci Provodín na Českolipsku. Pochod je organizován na řadě různě dlouhých a náročných pěších trasách okolím obce, v posledních letech jsou připraveny i cyklotrasy. Pořadatelé se během let změnili, trasy se obměňují každým rokem.

## Historie

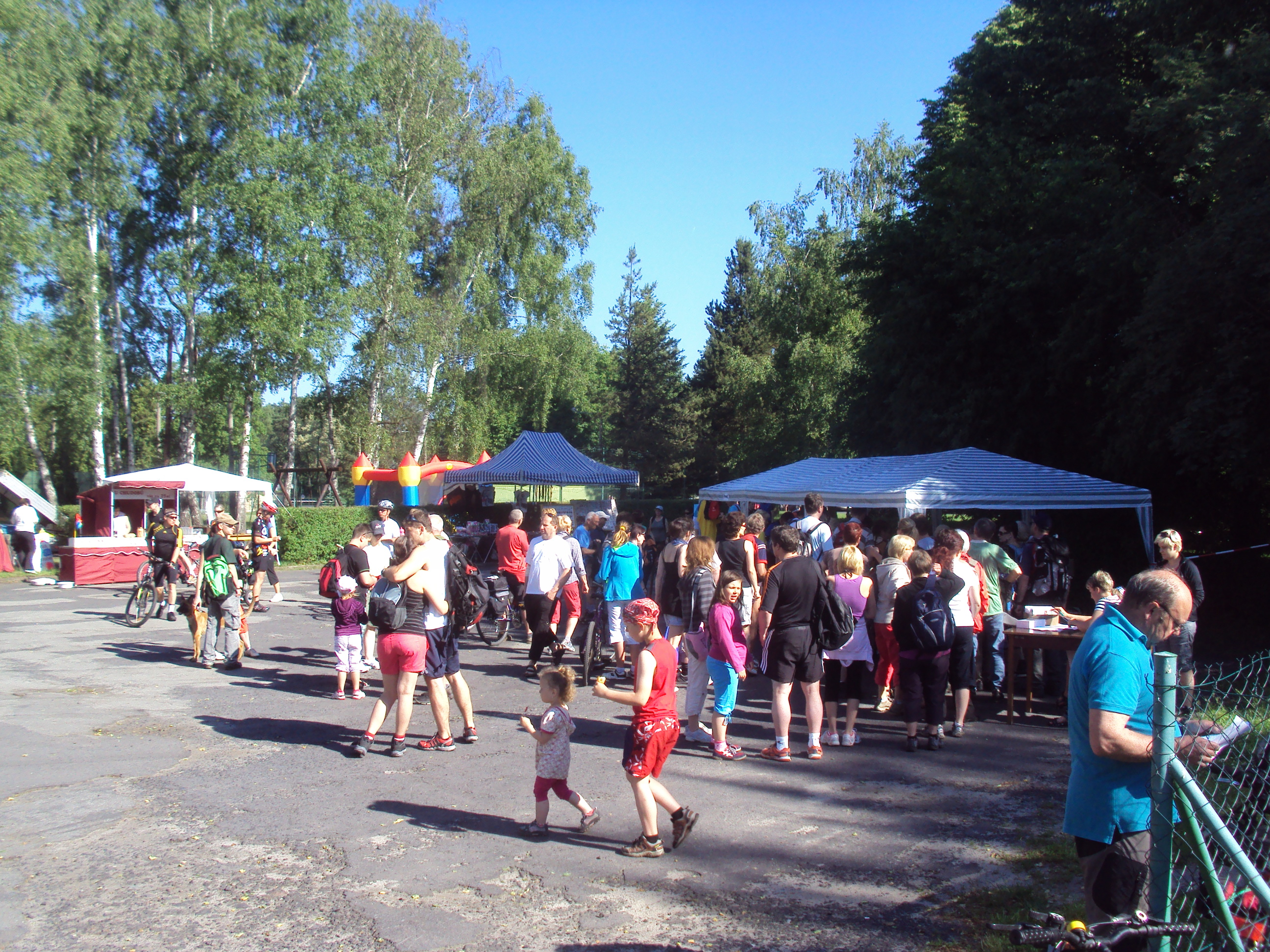
Startovní hemžení 2013

První ročník turistické akce zorganizoval Turistický odbor TJ Jestřebí – Provodín dne 21. června 1975, rok po svém vzniku. Prvního ročníku, věnovaného 30. výročí osvobození naší vlasti sovětskou armádou se zúčastnilo 38 účastníků.
Jejich počet rychle stoupal, v roce 1983 bylo na startu 1106 turistů. Po roce 1990 převzal organizaci pochodů KČT Provodín, o 15 let později Tenisový klub Provodín, který akci pořádá dodnes. Odbor KČT v Provodíně v roce 2006 ukončil činnost a tenisté zůstali v obci jedinou společenskou organizací. Účast bývá v posledních letech přes 500 lidí, v roce 2013 bylo na startu 760 turistů, o rok později 779.
Od roku 2023 pořádá pochod znovuobnovený Klub českých turistů Provodín, z.s.

## Trasy
Trasy se každoročně obměňují. K původně jen pěším trasám byly přidány zprvu i běhy, v posledních letech je vystřídaly stále oblíbenější cyklotrasy. Došlo i k vytyčení tras do dříve veřejnosti zapovězeného vojenského prostoru Ralsko.

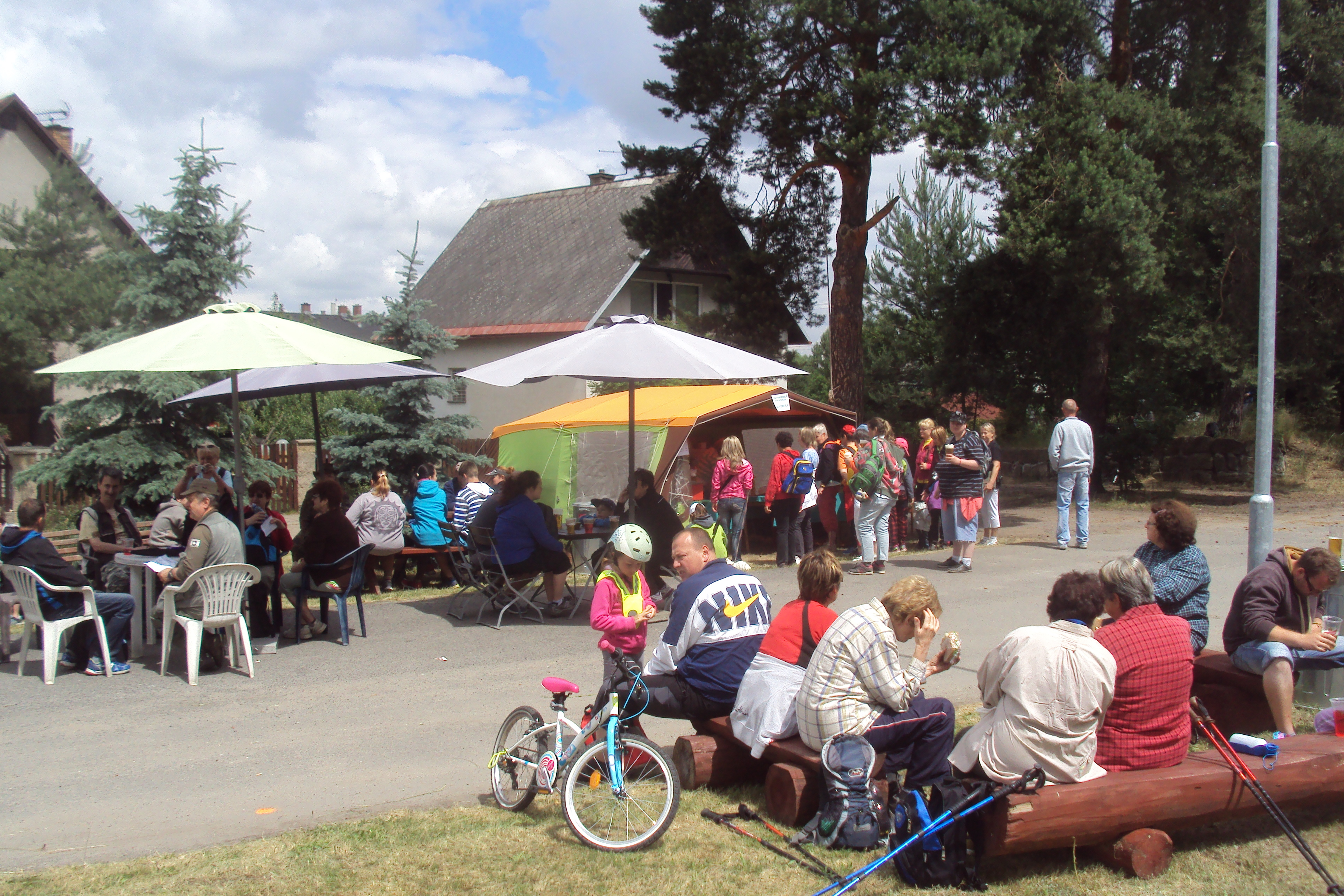
Kontrolní stanoviště K2 v Srní, ročník 2014

## Ročník 2013
V roce 2013 byl zorganizován 38. ročník. 
Pro tento ročník byly vypsány, vytyčeny a organizačně zabezpečeny tyto trasy: Pěší 12 km, 23 km, 35 km, Cyklo 23 km, 40 km, 55 km a 80 km
Všechny byly směrovány do oblasti Ralska a Máchova jezera. 

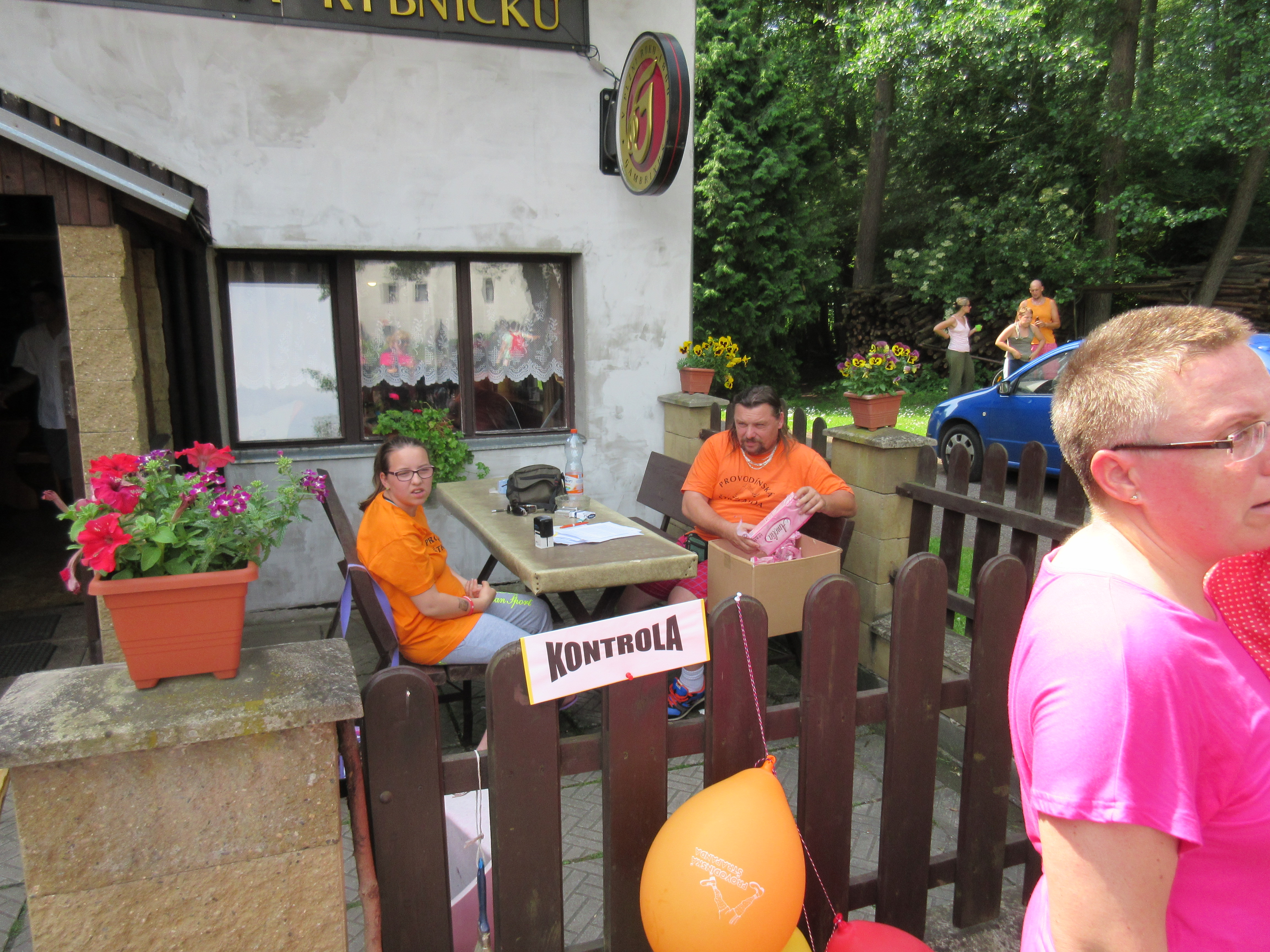
Kontrola ve Starých Splavech v roce 2015

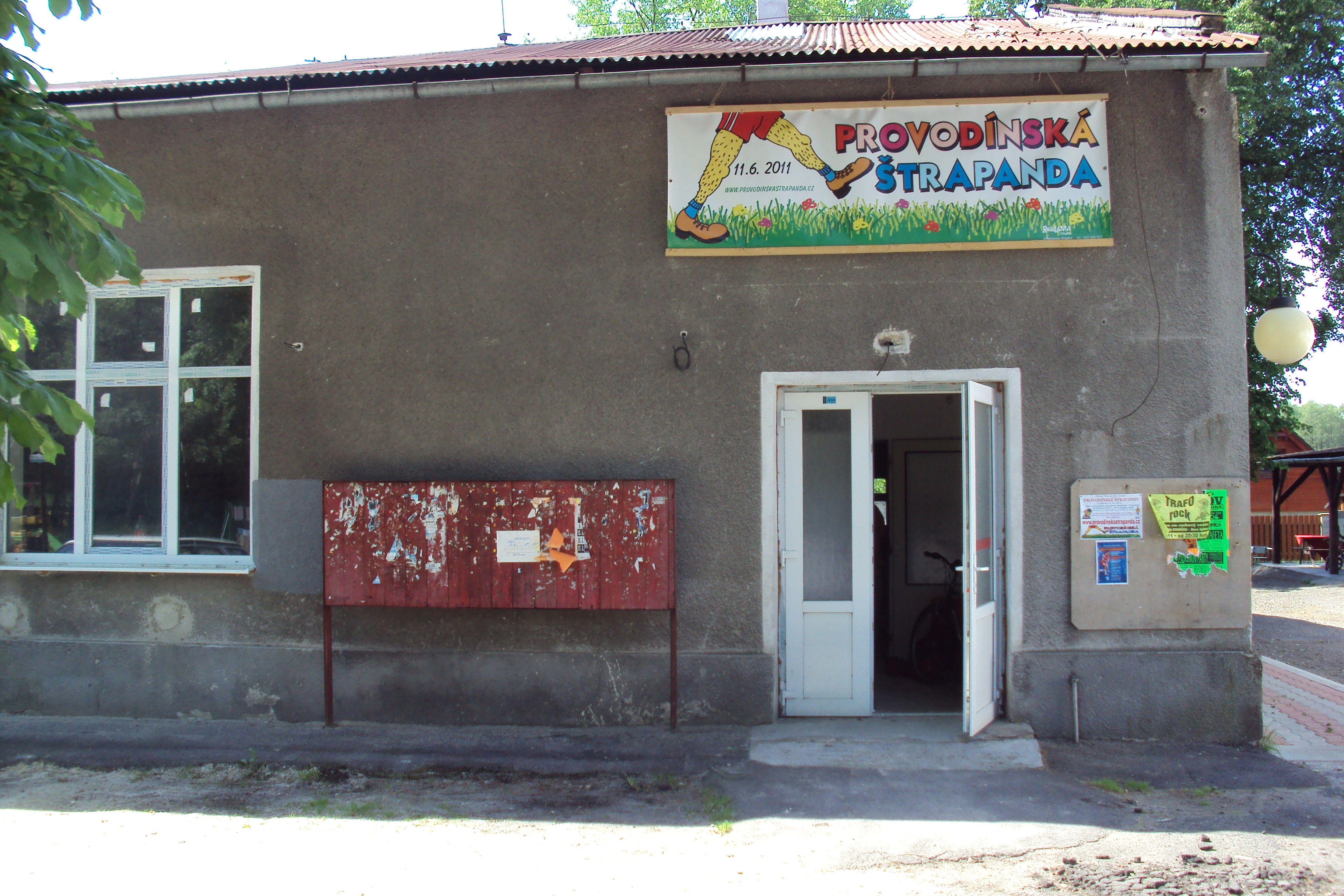
Místo startu v roce 2011

## Ročník 2014
39. ročník akce byl připraven na 14. června 2014, čtyři pěší a 4 cyklotrasy vedly směrem na Českou Lípu.

## Ročník 2015
Jubilejní 40. ročník byl 13. června v novodobé historii rekordním, účast 1101 turistů na 9 trasách (5 pěších, 4 cyklo).  